# Cryptops setosior
Cryptops setosior är en mångfotingart som beskrevs av Chamberlin 1959. Cryptops setosior ingår i släktet Cryptops och familjen Cryptopidae. Inga underarter finns listade i Catalogue of Life.